# 이슈트반 3세

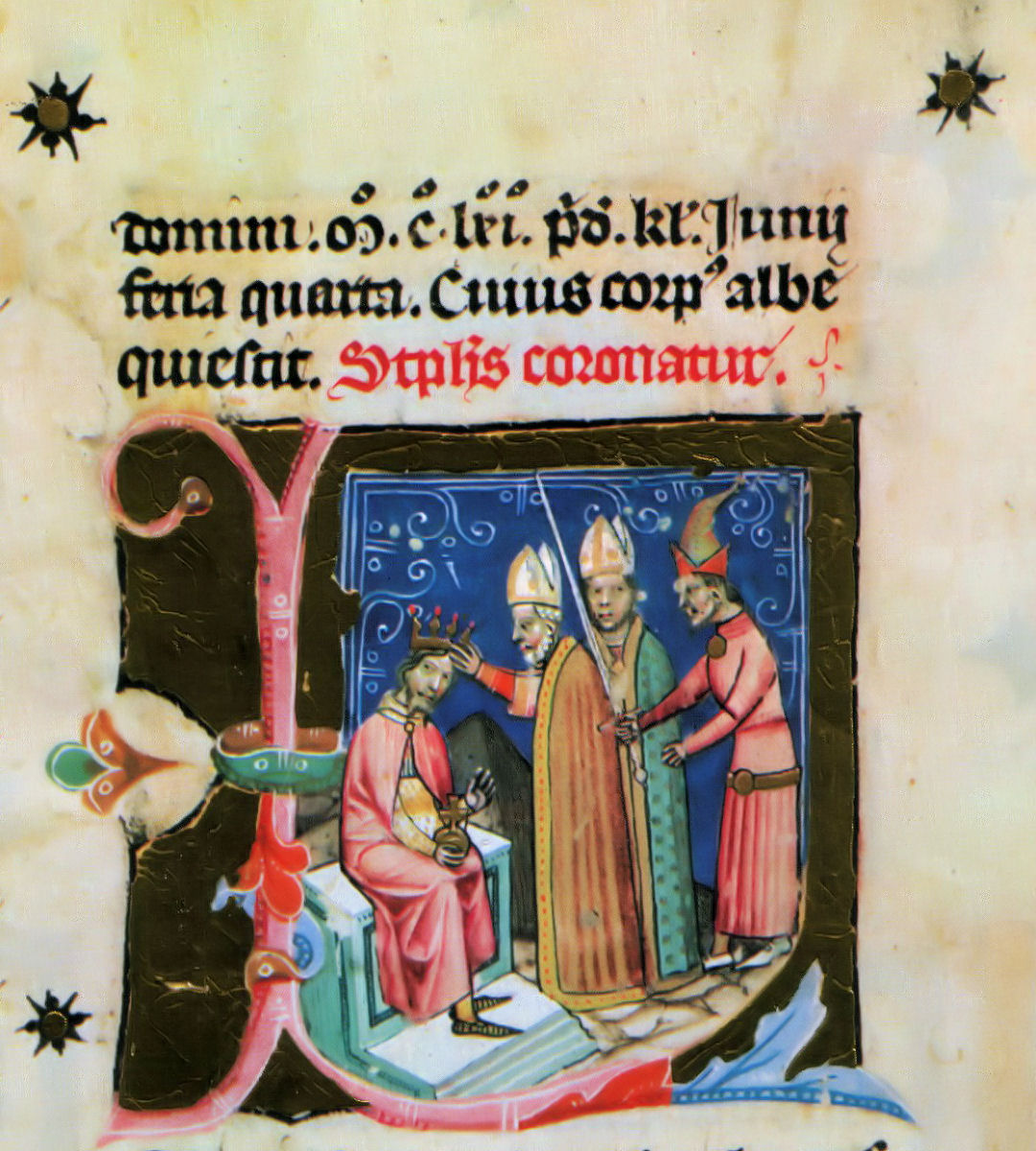
1358년에 출간된 《삽화 연대기》에 묘사된 이슈트반 3세

이슈트반 3세(헝가리어: III. István, 슬로바키아어: Štefan III. 슈테판 3세, 크로아티아어: Stjepan III. 스체판 3세, 1147년 ~ 1172년 3월 4일)는 헝가리와 크로아티아의 국왕(재위: 1162년 ~ 1172년)이다. 아르파드 왕조 출신이다.

## 생애
1147년 게저 2세와 그의 아내인 키예프 대공국의 예프로시니야의 아들로 태어났다. 출생 당시에는 프랑스의 국왕이었던 루이 7세가 십자군을 이끌고 헝가리를 지나가고 있었다.
1162년 게저 2세의 뒤를 이어 에스테르곰의 주교였던 루카치(Lukács)로부터 왕관을 받으면서 헝가리의 국왕에 즉위했다. 한편 이슈트반의 삼촌이었던 라슬로는 비잔티움 제국의 황제였던 마누엘 1세 콤네노스의 지원을 받으면서 헝가리의 국왕인 라슬로 2세임을 자처했지만 1163년 1월 14일에 갑작스럽게 사망하고 만다.
라슬로 2세를 지지하던 귀족들은 라슬로 2세의 동생인 이슈트반을 헝가리의 국왕인 이슈트반 4세로 추대했다. 이슈트반 3세는 1163년 6월 19일 세케슈페헤르바르에서 일어난 전투에서 자신의 삼촌인 이슈트반 4세를 물리쳤으며 그를 비잔티움 제국으로 추방시켰다.
1164년부터 1167년까지는 헝가리를 침공한 비잔티움 제국을 상대로 전쟁을 치르기도 했다. 이 과정에서 비잔티움 제국은 이슈트반 3세의 남동생인 벨러가 소유하고 있던 크로아티아, 달마티아, 시르미아를 장악했다.